# علی العربی
علی العربی (عربی: علي محمد أحمد؛ زادهٔ ۱ ژانویهٔ ۱۹۸۹) یک ورزشکار اهل مصر است.
وی همچنین در تیم‌های ملی فوتبال Egypt U-20 Egypt U-23 بازی کرده است.